# Dumas (Texas)

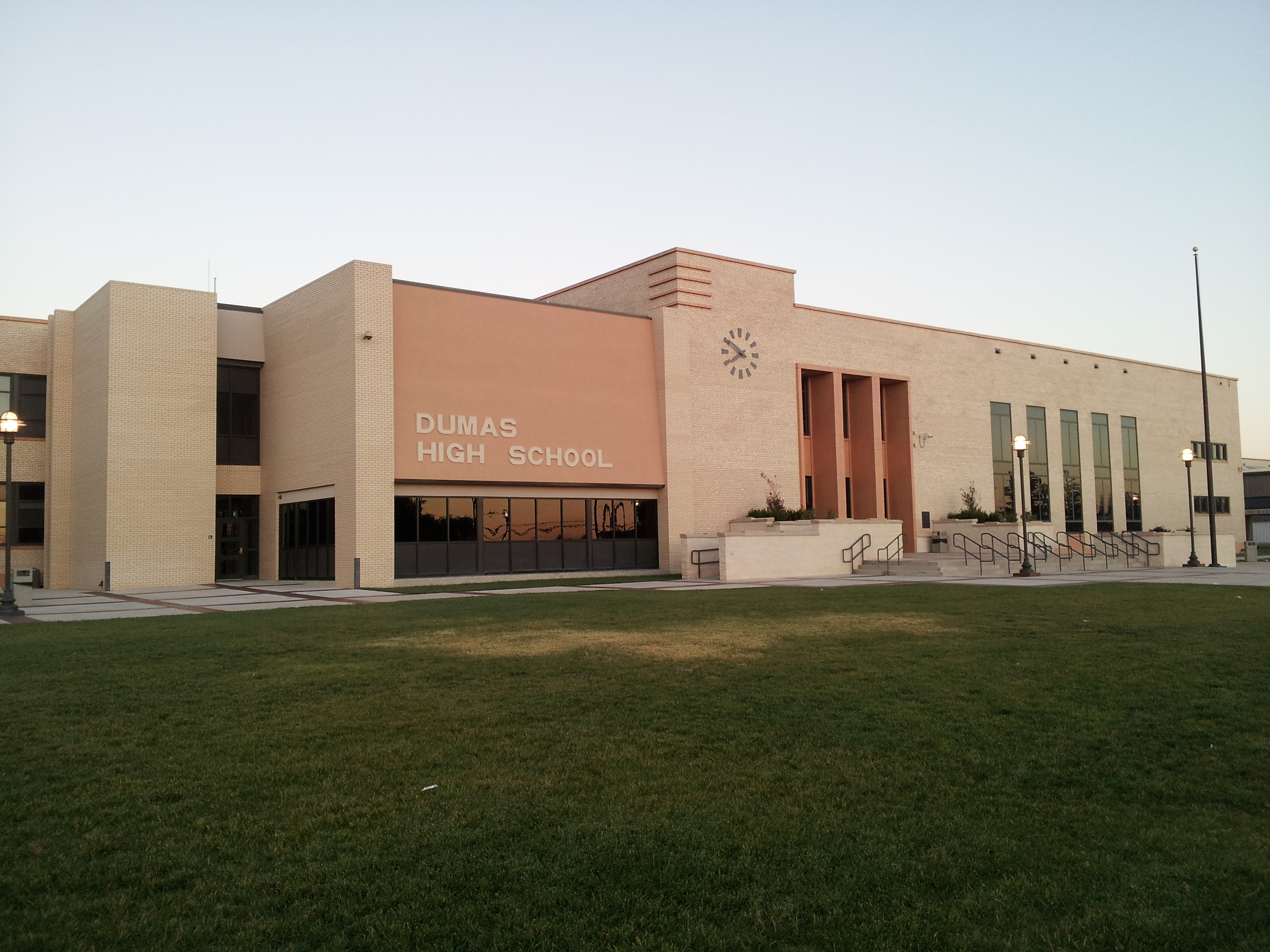
Dumas High School

Dumas es una ciudad ubicada en el condado de Moore, Texas, Estados Unidos. Según el censo de 2020, tiene una población de 14,501 habitantes.
La ciudad se caracteriza por sus múltiples comercios de venta de repuestos y reparación de automotores. Las principales cadenas de comida rápida, como McDonald's, Burger King y Domino's Pizza, tienen presencia en la localidad. También cuenta con una zona de hoteles donde están varias de las principales cadenas, como Holiday Inn Express y Hampton Inn & Suites.

## Geografía

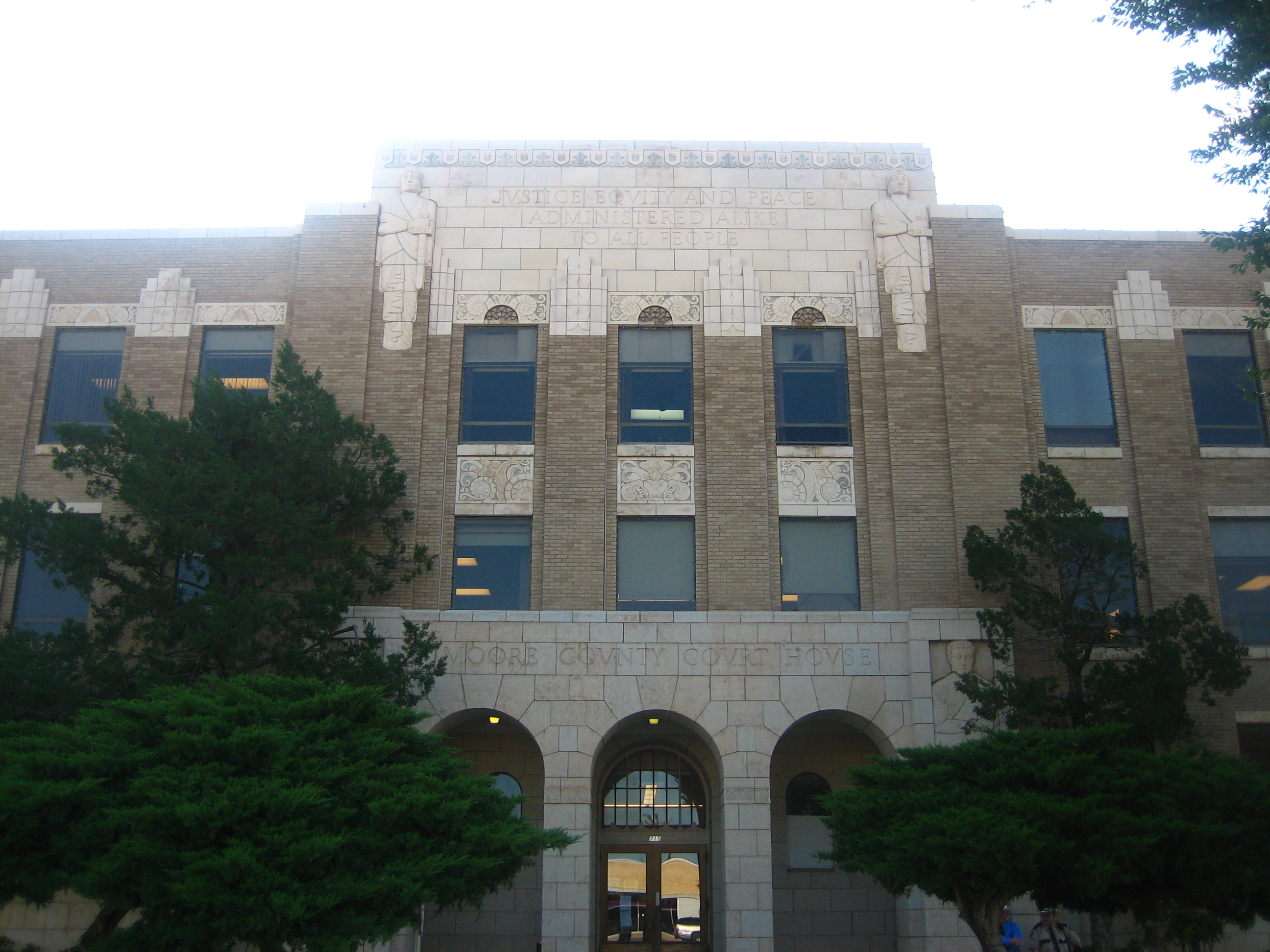
Palacio de Justicia del condado, en Dumas

La ciudad está ubicada en las coordenadas 35°51′43″N 101°57′54″O / 35.86194, -101.96500. Según la Oficina del Censo de los Estados Unidos, Dumas tiene una superficie total de 14.36 km², de la cual 14.31 km² corresponden a tierra firme y 0.05 km² es agua.

## Demografía
Según el censo de 2020, hay 14 501 personas residiendo en Dumas. La densidad de población es de 1013.34 hab./km². El 46.85% son blancos, el 2.11% son afroamericanos, el 1.88% eran amerindios, el 4.53% son asiáticos, el 0.01% es isleño del Pacífico, el 24.03% son de otras razas y el 20.59% son de una mezcla de razas. Del total de la población, el 59.80% son hispanos o latinos de cualquier raza.